# Union progressiste dahoméenne
Pour les articles homonymes, voir Union progressiste.
L'Union progressiste dahoméenne (UPD) est un ancien parti politique du Dahomey, l'actuel Bénin, fondé en 1946 et disparu en 1955.

## Historique
L'Union progressiste dahoméenne, créée en avril 1946 par Augustin Azango et Émile Derlin Zinsou, est le premier parti politique de l'histoire du pays. Elle est initialement affiliée au Rassemblement démocratique africain (RDA) mais rompt ses liens en 1948. 
Malgré une scission qui conduit, le 7 décembre 1946, à la création du Bloc populaire africain (BPA), l'UPD parvient tout de même à remporter les élections du Conseil général de 1946-1947 en s'emparant de 20 sièges sur les 30 disponibles.
Une nouvelle division se produit en mai 1951, lorsque Hubert Maga quitte l'UPD pour fonder le Groupement ethnique du Nord (GEN) sous l'impulsion de Roger Péperty, administrateur français de la région Nord. La même année, Sourou Migan Apithy abandonne à son tour la formation et lance le Parti républicain dahoméen (PRD).
Après la perte des élections territoriales de 1952 au profit du PRD, l'UPD s'unit avec le BPA et établissent ensemble l'Union démocratique dahoméenne (UDD) en 1955.